# Newzealandsk brunand
Newzealandsk brunand (latin: Anas chlorotis) er en andefugl som lever på New Zealand og nærliggende øer.